# تایلان آنتالیالی
تایلان آنتالیالی (انگلیسی: Taylan Antalyalı؛ زادهٔ ۸ ژانویهٔ ۱۹۹۵) بازیکن فوتبال اهل ترکیه است.
از باشگاه‌هایی که در آن بازی کرده‌است می‌توان به باشگاه ورزشی گنچلربیرلیغی اشاره کرد.
وی همچنین در تیم ملی فوتبال ترکیه بازی کرده‌است.